# ليز سميث (كاتبة)
ليز سميث (بالإنجليزية: Liz Smith)‏ هي صحفية وكاتِبة أمريكية، ولدت في 2 فبراير 1923 في فورت وورث في الولايات المتحدة، وتوفيت في 12 نوفمبر 2017 في مانهاتن في الولايات المتحدة.

## وصلات خارجية
- ليز سميث على موقع قاعدة بيانات برودواي على الإنترنت (الإنجليزية)
- ليز سميث على موقع قاعدة بيانات برودواي على الإنترنت (الإنجليزية)
- ليز سميث على موقع إن إن دي بي (الإنجليزية)
- ليز سميث على موقع ديسكوغز (الإنجليزية)